# 科茲洛杜伊灣
62°22′56″S 59°21′45″W / 62.38222°S 59.36250°W

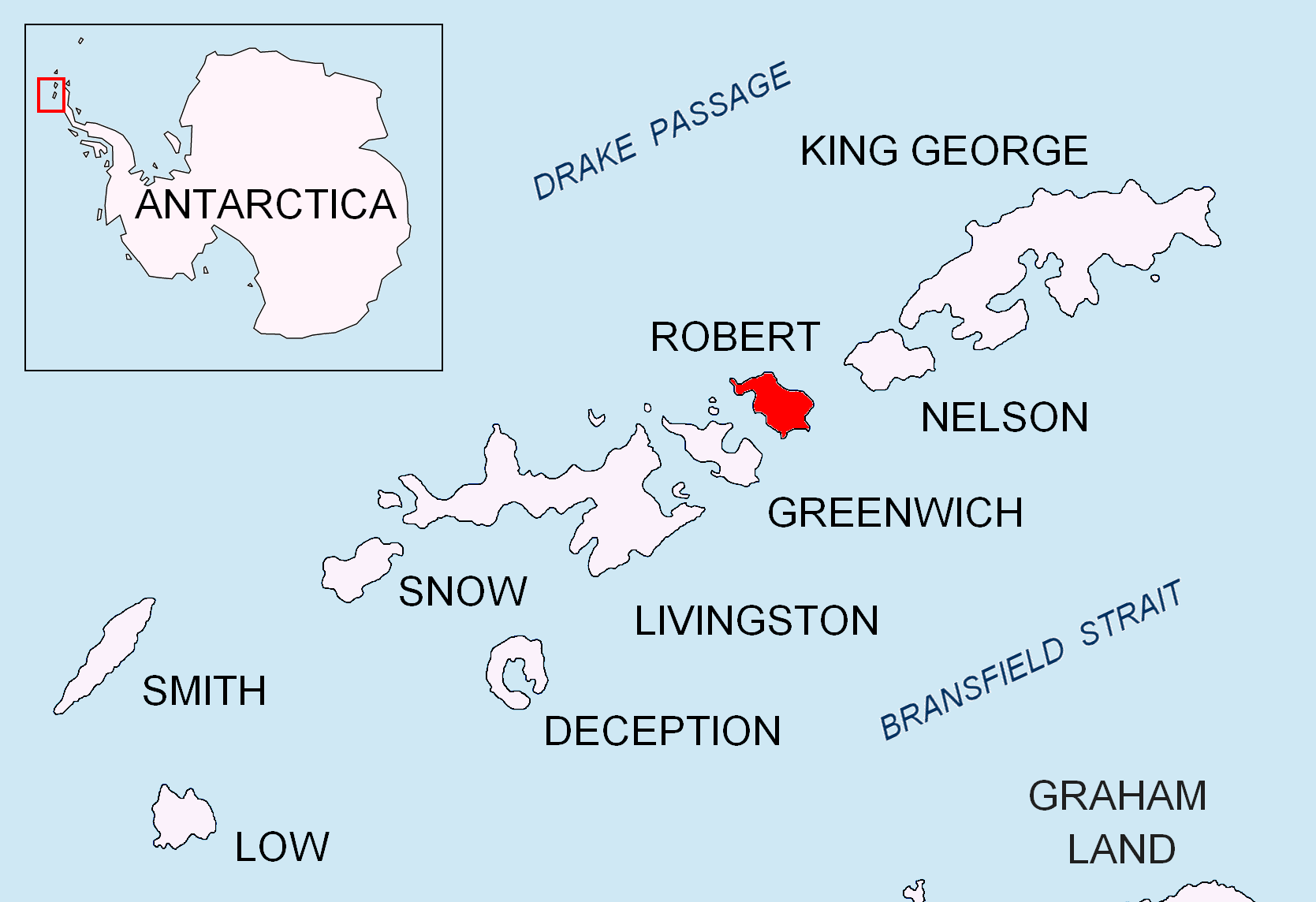

科茲洛杜伊灣（Kozloduy Cove），是南極洲的海灣，位於南設得蘭群島的羅伯特島，處於基臣角和佩雷利克角之間，長1.25公里、寬1.4公里，以保加利亞西北部城鎮命名，現時由南極條約體系管理。